# Бегичев, Михаил Львович
Михаил Львович Бегичев (1795—1866) — российский государственный  деятель; действительный статский советник (1850).  Виленский губернатор.

## Биография
Родился в 1795 году в семье капитана Льва Назаровича (?—1811) и Татьяны Ивановны Бегичевых. Брат — Петр Львович (1797—2 января 1838) и сестра — Мария Львовна (1799—?).
С 1813 года на военной службе, подпрапорщик в Лейб-гвардии Преображенском полку. В 1827 году зачислен в Штаб отдельного корпуса жандармов и при командирован к начальнику Московского жандармского округа ген. Волкову. Служил во 2-м жандармском округе (1827—1837). В 1837 году уволен из Штаба корпуса в связи с назначением старшим полицмейстером Московской управы благочиния. В 1841 году в письме императору Николаю I  назначение М. Л. Бегичева на этот пост в числе других жандармских офицеров приведено как пример того "что выбор людей в Корпус жандармов часто бывает удачен, можно представить то, что нет почти ни одного министра, ни одного генерал-губернатора, который не просил бы шефа жандармов уступить ему чиновника". 
С 23 сентября 1846 года был назначен Виленским гражданским губернатором, заменив на этом посту Н. А. Жеребцова. C 7 марта 1851 года в отставке с чином действительного статского советника. 
На 1860 год значился среди помещиков Ефремовского уезда Тульской губернии, где в сельце Ознобишино имел 158 крепостных мужского пола, 14 душ - дворовых, дворов 33 а пахотной земли 490 десятин.
Умер 12 (24) октября 1866 года. Был похоронен на кладбище Данилового монастыря.

## Семья
Был женат на Марии Алексеевне Арсеньевой (1806—28.06.1879). Их дети:
- Анна Михайловна (15.06.1825—6.08.1870), вышла замуж за Михаила Яковлевича Хрущова (1817—?)[3].
- Софья Михайловна (10.09.1826—27.08.1906)
- Иван Михайлович  (1834 — 05.03.1857)